# Raphael Assunção
Raphael O. Assunção, född 19 juli 1982 i Recife, är en brasiliansk MMA-utövare som sedan 2011 tävlar i organisationen Ultimate Fighting Championship.